# Araeopteron leucoplaga
Araeopteron leucoplaga là một loài bướm đêm trong họ Erebidae.